# 어나더 어스
《어나더 어스》(영어: Another Earth)는 미국에서 제작된 2011년 SF 드라마 영화이다. 마이크 케이힐이 연출, 공동 각본, 제작, 촬영, 편집을 맡았고, 브릿 말링, 윌리엄 메이포서 등이 출연하였다. 2011년 1월 제27회 선댄스 영화제에서 전 세계 최초로 상영되었으며 폭스 서치라이트 픽처스에 의해 배급되었다.

## 출연
- 브릿 말링
- 윌리엄 메이포서
- 조던 베이커
- 로빈 로드 테일러
- 쿠마르 팔라나
- 루퍼트 리드

## 반응
로튼 토마토는 124개 평가를 바탕으로 64%의 점수를 주었다.